# インディアナ大学ヘルス・ピープル・ムーバー
インディアナ大学ヘルス・ピープル・ムーバー（英: Indiana University Health People Mover）は、アメリカ合衆国のインディアナ州インディアナポリス市にある、延長2.25km (1.4mi)、軌間1,219mm (4ft)の狭軌全自動無人運転車両システムである。以前は、クラリアン・ヘルス・ピープル・ムーバー（英: Clarian Health People Mover）と呼ばれていた。
インディアナ大学ヘルスによる一つの病院として共同で経営されている、インディアナポリス・メソジスト病院、インディアナ大学病院およびジェームズ・ウィットコーム・ライリー小児科病院を連絡する路線として2003年6月28日に開業した。
線路は単線並列で、一般旅客が乗車できる形で24時間運行がされている。所要時間は5分、日中は6分間隔で運行される。
当システムは、公道より上空で走行するために建設された、アメリカ合衆国で唯一現存する民間交通システムとして有名である。

## 歴史
インディアナ州では1997年施行の法律により3つの病院が経営統合され、1万人以上のスタッフが3つの病院間を行き来する必要性が生じた。3つの敷地間を往復するのは複雑であり、シャトルバスによる州間高速道路65号線との交差が必要であった。
2000年5月に、「保険医療交通システム経営権契約」が調印され、続いて「ピープル・ムーバー－インディアナ州空域契約およびリース」が調印され、2000年11月には、25年間の州間高速道路65号線下の横断が認可された。

## システム

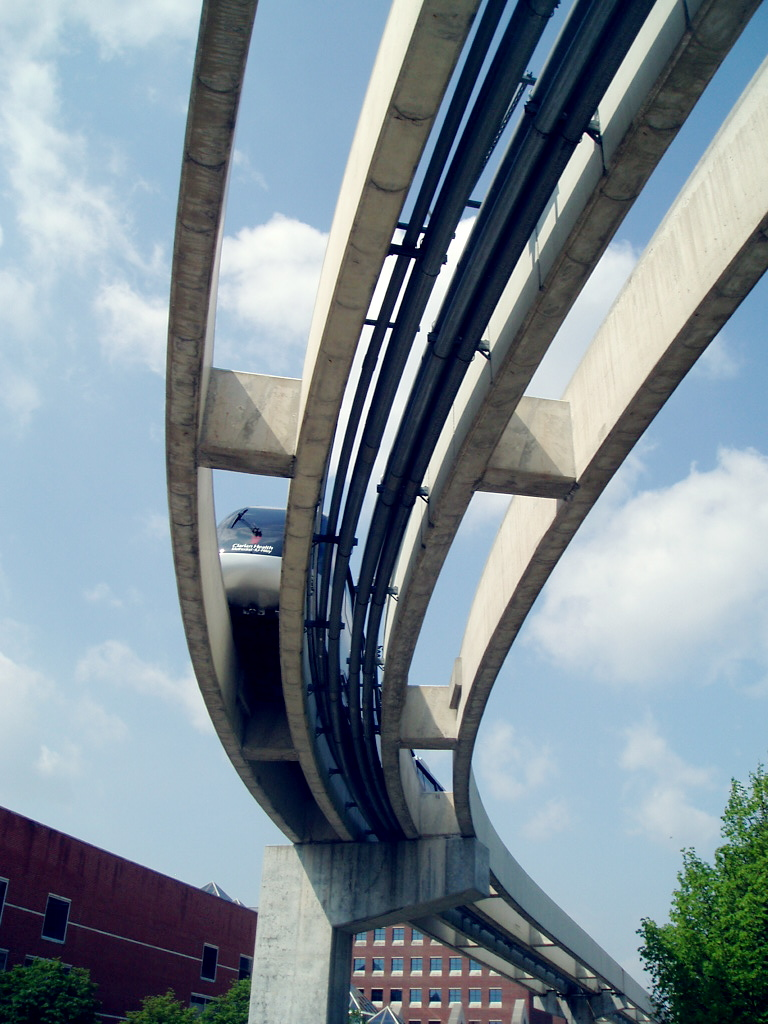
レール間の大きな間隙は、雪が溜まるのを回避している。中央には、ドキュメントおよびサンプル転送用の気送管がある。

当システムは、カリフォルニア州サンノゼからのシュワガー・デイビス社 (SDI) によって、彼らの「Unitrak」規格で建設された。
単線並列の高架化ガイドウェイが並んでおり、双方の線路とも両方向に運行されている。
コンクリート製レール間には冬場の雪対策として間隙があり、ピープル・ムーバーは技術的にモノレールではなかった。
車両は3両編成で、各線に1編成ずつの計2本が配置されている。編成重量は20t。編成定員は81人で、そのうち着席定員24人分の座席が設置されている。。

## 運行
夜間は保守点検のため1本の線路が18:00 – 5:30の間は閉鎖され、2本目の線路を走る列車をエレベーターのような方式で呼び出すオンデマンド・モードで運行している。